# Fichtenhöhe
Fichtenhöhe est une commune allemande de l'arrondissement de Märkisch-Pays de l'Oder, Land de Brandebourg.

## Géographie
La commune comprend Alt Mahlisch, Carzig et Niederjesar.
|         | Lindendorf  |       |
| Lietzen | Fichtenhöhe | Lebus |
|         | Zeschdorf   |       |

Fichtenhöhe se trouve sur la Bundesstraße 167 et la ligne d'Eberswalde à Francfort-sur-l'Oder.

## Histoire
La commune est créée le 26 octobre 2003 à la suite de la fusion volontaire des municipalités d'Alt Mahlisch, Carzig et Niederjesar.

## Source
- (de) Cet article est partiellement ou en totalité issu de l’article de Wikipédia en allemand intitulé « Fichtenhöhe » (voir la liste des auteurs).